# موسسه آمریکایی مطالعات ایران
مؤسسه آمریکایی مطالعات ایران (انگلیسی: American Institute of Iranian Studies: AIIrS) سازمانی غیرانتفاعی کنسرسیوم متشکل از ایالات متحده آمریکا دانشگاه‌ها و موزه‌ها است که در سال ۱۹۶۷ با هدف ترویج ایران‌شناسی و مطالعات فارسی تأسیس شد. AIIrS تبادل دانشگاهی و فرهنگی بین ایالات متحده و ایران را تسهیل می‌کند و به حمایت از محققان و تأمین مالی تحقیقات در ایران‌شناسی اختصاص دارد. این مؤسسه نماینده مؤسسات آمریکایی آموزش دانشگاهی و تحقیقات در مطالعات ایران است و این حوزه را در برنامه درسی ایالات متحده گسترش می‌دهد.
این مؤسسه عضو شورای مراکز تحقیقاتی آمریکایی خارج از کشور است.

## تاریخچه
از سال ۱۹۶۷ تا ۱۹۷۹، AIIrS یک مرکز خارجی در تهران به منظور حمایت و میزبانی از محققان آمریکایی مهمان اداره می‌کرد. این مرکز پس از قطع روابط دیپلماتیک بین ایالات متحده و ایران، مجبور به تعلیق فعالیت‌های خود شد و برای دو دهه بعدی، AIIrS خود را وقف پیشبرد مطالعات ایران در ایالات متحده با ارائه کمک‌های مالی به دانشجویان، برگزاری کنفرانس‌ها و تقویت حس تعلق به جامعه در این زمینه کرد. پس از ابتکار گفتگوی تمدن‌ها در سال ۱۹۹۸، AIIrS اعزام محققان به ایران را از سر گرفت و کمک‌های مالی برای محققان ایرانی جهت تحقیق در ایالات متحده برقرار کرد.

## برنامه‌ها
برنامه اصلی AIIrS اعطای کمک‌های مالی کوتاه‌مدت به محققان انفرادی است. فراتر از برنامه‌های بورسیه، AIIrS همچنین از کنفرانس‌های مطالعات ایران در ایالات متحده و خارج از کشور حمایت می‌کند و گاهی اوقات بودجه‌ای برای پروژه‌هایی از جمله انتشارات و نمایشگاه‌ها فراهم می‌کند. همچنین جایزه راث را که توسط موقوفه لوئیس راث تأمین می‌شود، به پاس قدردانی از برتری نشان داده شده در ترجمه ادبیات فارسی به انگلیسی اهدا می‌کند.